# Hannah Chukwu
Hannah Chukwu, née le 7 juillet 2003 à Komárom, est une joueuse professionnelle de squash représentant la Hongrie. Elle atteint le 83e rang mondial en février 2022, son meilleur classement. Elle est championne de Hongrie à six reprises consécutives entre 2019 et 2024.

## Biographie
Elle pratique le football jusqu'à l'âge de huit ans avant de se mettre au squash deux ans plus tard. Elle est no 1 en Europe des moins de 17 ans, quart de finaliste des British Junior Open.
Elle rentre dans le top 100 mondial en avril 2021, à la suite du tournoi des Bretzels à Annecy où elle bat trois têtes de série (Anna Serme, Nadia Pfister, Cristina Gómez) avant de s'incliner en finale face à Énora Villard.

## Palmarès

### Titres
- Championnats de Hongrie : 6 titres (2019-2024)